# پوچون
شهر پوچون (به کره‌ای: 포천) (به انگلیسی: Pocheon) با جمعیت  ۱۴۲٫۱۸۹  نفر در استان گیئونگی در کشور کره‌جنوبی واقع شده‌است.